# Nanyue (Hengyang)
Nanyue (en chino, 南岳; pinyin, Nán·Yuè) es un distrito urbano bajo la administración directa de la Prefectura  Hengyang  en la Provincia de Hunan, República Popular China.  Su área es de 179 km² y su población total para 2010 superó los 60 mil habitantes. 

## Administración
Desde noviembre de 2024, el distrito Nanyue se divide en 3 pueblos administrados en 1 subdistrito, 1 poblado y 1 villa.

## Toponimia
El topónimo Nanyue se compone de los sinogramas Nan (sur) y Yue (montaña sagrada) lo que da como resultado "montaña sagrada del sur" o "la Yue del sur", en referencia a la montaña Heng (衡山 Hengshan), una de las Cinco montañas sagradas del taoísmo en el país.
En el período anterior a Qin, Nanyue y Hengshan eran dos nombres de lugares diferentes. Se desconoce cuando la montaña Heng recibió el apodo de Nanyue. El término Nanyue apareció por primera vez en el Período de Primaveras y otoños en el documento Cuarto año del Duque Zhao (左传·昭公四年) datado en el 538 a. C. La conexión entre Hengshan como Nanyue apareció por primera vez escrito en el diccionario Er Ya (尔雅), un libro terminado a principios de la dinastía Han que dice; “Hua al sur del río, Yue al oeste del río, Dai al este del río, Heng al norte del río y -Heng al sur del río-”.